# Sergio Cresto
Sergio Cresto (New York, 1956. január 19. – 1986. május 2.) amerikai rali-navigátor.

## Pályafutása
Az 1980-as San Remo-ralin, Antonio Tognana navigátoraként debütált a rali-világbajnokság mezőnyében. 1986-ban került az akkor már kétszeres világbajnoki futamgyőztes Henri Toivonen mellé. Megnyerték első közös versenyüket Monte Carloban, majd kiestek Svédországban és Portugáliában is. A bajnokság ötödik futamán, a Korzika-ralin balesetet szenvedtek melyben mindketten életüket vesztették. A verseny tizennyolcadik szakaszán autójuk megcsúszott és lerepült az útról a fák közé, ahol azonnal kigyulladt. Sergio és Toivonen a helyszínen életét vesztette.

### Rali-világbajnoki győzelem
| #  | Dátum              | Rali             | Versenyző      | Autó            | Összefoglaló |
| -- | ------------------ | ---------------- | -------------- | --------------- | ------------ |
| 1. | 1986. január 18-24 | Monte Carlo-rali | Henri Toivonen | Lancia Delta S4 | Összefoglaló |